# Verosvres
Verosvres är en kommun i departementet Saône-et-Loire i regionen Bourgogne-Franche-Comté i östra Frankrike. Kommunen ligger i kantonen Saint-Bonnet-de-Joux som tillhör arrondissementet Charolles. År 2022 hade Verosvres 430 invånare.

## Befolkningsutveckling
Antalet invånare i kommunen Verosvres
| Referens: INSEE |